# Stolzenberg (Preußen)
Die Königlich-Preußische Immediatstadt Stolzenberg war eine Immediatstadt in Westpreußen, die unmittelbar dem König von Preußen unterstand. Sie bestand von 1772 bis 1814 und wurde auch als vereinigte Vorstädte bezeichnet.
Heute ist das Gebiet Teil des Danziger Stadtbezirks Orunia-Św. Wojciech-Lipce (deutsch Ohra, St. Albrecht und Guteherberge).

## Geschichte

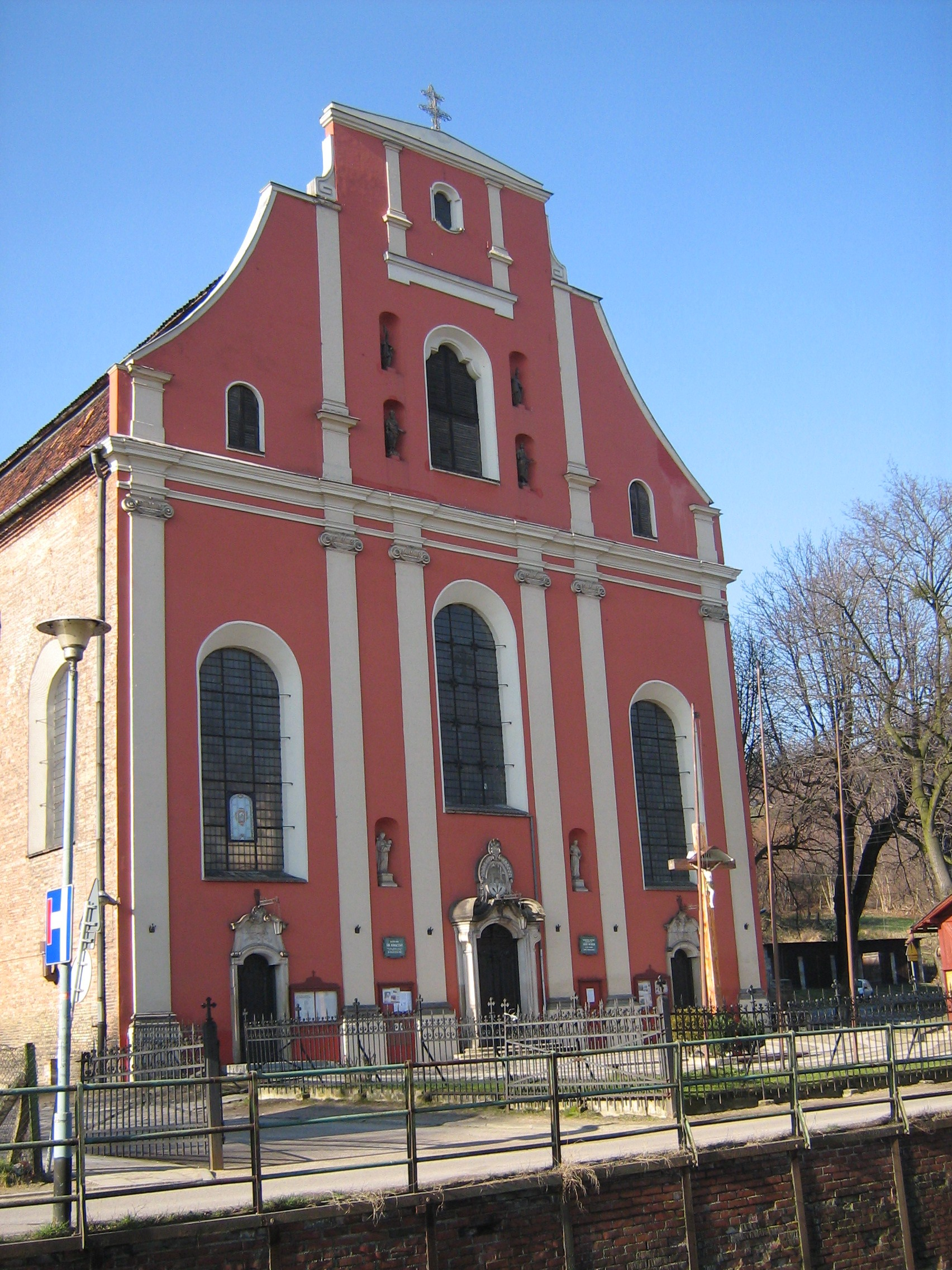
Alt Schottland, Kirche

1666 bis 1673 hatten die Franziskaner auf dem Stolzenberg ein heute nicht mehr vorhandenes Kloster nebst Kirche gebaut. Die Jesuiten besaßen zu der Zeit in Alt Schottland eine Kirche und ein Collegium. Die barmherzigen Brüder bauten 1671 dicht vor dem Petershagener Tor ein neues Kloster.
Nach der ersten Teilung Polens 1772 wurden alle Gebiete, die dem Kloster Oliva oder dem Bischof von Kujawien und Pommern gehörten, bis vor die Stadttore von Danzig von Preußen annektiert. Von Polnisch-Preußen verblieben nur noch die Städte Danzig und Toruń unter polnischer Oberherrschaft. Um die Stellung der Stadt Danzig noch weiter zu schwächen, wurde im Süden der Stadt die preußische Stadt Stolzenberg gegründet und mit Marktrechten ausgestattet.
Die Gründung wurde im November 1772 verkündet. Die Stadt umfasste die Orte Stolzenberg, Alt Schottland, Schidlitz und St. Albrecht. Seit 1773 wurde die Postroute von Berlin nach Königsberg nicht mehr über Danzig, sondern über Stolzenberg geführt. Die Poststation wurde dort im Untertor eingerichtet. Die Stadtverwaltung wurde von königlichen Beamten besetzt.
Im oberen Stockwerk des Rathauses wurde eine evangelische Kirche eingerichtet. Katholische Kirchen gab es in Alt Schottland. Nach 1773 erhielt Stolzenberg eine Synagoge. Es bestanden konfessionelle Schulen und auch eine Anstalt des Militärs sowie ein Hospital.
1783 ließ König Friedrich II. für die vereinigten Städte Stolzenberg, Alt Schottland, Schidlitz und St. Albrecht auf dem Stolzenberg eine Kirche bauen. Sie ist heute (1991) spurlos verschwunden.
Seit 1775 versuchte man in Alt Schottland mit geringem Erfolg dem Danziger Jahrmarkt Konkurrenz zu machen. Bei der Gewerbeförderung war man dank Steuerermäßigungen erfolgreicher, 1792 verarbeiteten 448 Arbeiter Wolle.
Bei der Zweiten Teilung Polens 1793 kam die Stadt Danzig an Preußen. Für Stolzenberg bedeutete das Einbußen. 1807 kamen die vereinigten Vorstädte an die Freie Stadt Danzig und wurden von zwei Danziger Senatoren kontrolliert.
Während der über zehn Monate andauernden russischen Belagerung Danzigs 1813 wurde Stolzenberg völlig zerstört. Zum Jahresende wohnten nur noch etwa 500 Einwohner in der Stadt. Mit dem 3. Februar 1814 kehrte Danzig unter die preußische Herrschaft zurück. Die vereinigten Vorstädte wurden am 14. Februar in die Stadt Danzig eingemeindet.
Die Juden behielten ihre starke Stellung im Süden der Stadt, die Synagoge Alt-Schottland wurde 1818 eingeweiht, eine zweite folgte 1845. Der 1813 zerstörte jüdische Friedhof in Stolzenberg wurde 1815 wieder in Stand gesetzt und der wichtigste der Stadt.

### Bevölkerung
1773 nach der Gründung wurde Stolzenberg von 10 951 Menschen bewohnt, darunter waren 500 Mennoniten. Da in Danzig bis 1793 keine Juden zugelassen waren, war deren Anteil in den ehemaligen Vorstädten relativ hoch. 1808 lag der jüdische Bevölkerungsanteil bei 15 %. Während der Belagerung Danzigs im Jahr 1807 erlitten die Vorstädte Bevölkerungsverluste. 1808 war die Einwohnerzahl auf 8213 gesunken.

### Garnison
Das Altpreußische Garnisons-Regiment No. II wurde 1772 in Schidlitz stationiert. Oberste und Regimentschefs waren:
- Hans Siegmund von Sydow (1695–1773)
- Georg Wolf von Tümpling (1713–1777, † in Schidlitz)
- George Lorenz von Pirch (1730–1797, Chef bis 1785).

## Gliederung
- Stolzenberg, 3267 Einwohner in 531 Häusern
- Alt Schottland, 2657 Einwohner in 220 Häusern
- Schidlitz, 1438 Einwohner in 195 Häusern
- St. Albrecht, 851 Einwohner in 96 Häusern

(Daten von 1808)

## Persönlichkeiten
- Theodor Hirsch (* 1806 in Alt Schottland; † 1881 in Greifswald), Historiker und Hochschullehrer

## Wappen
Das Wappen war viergeteilt mit Emblemen für jeden Teil der Gemeinde unter dem preußischen Adler als Schildhalter. 1807 wurde noch das Danziger Wappen hinzugefügt.